# シチュエーション・ルーム (写真)

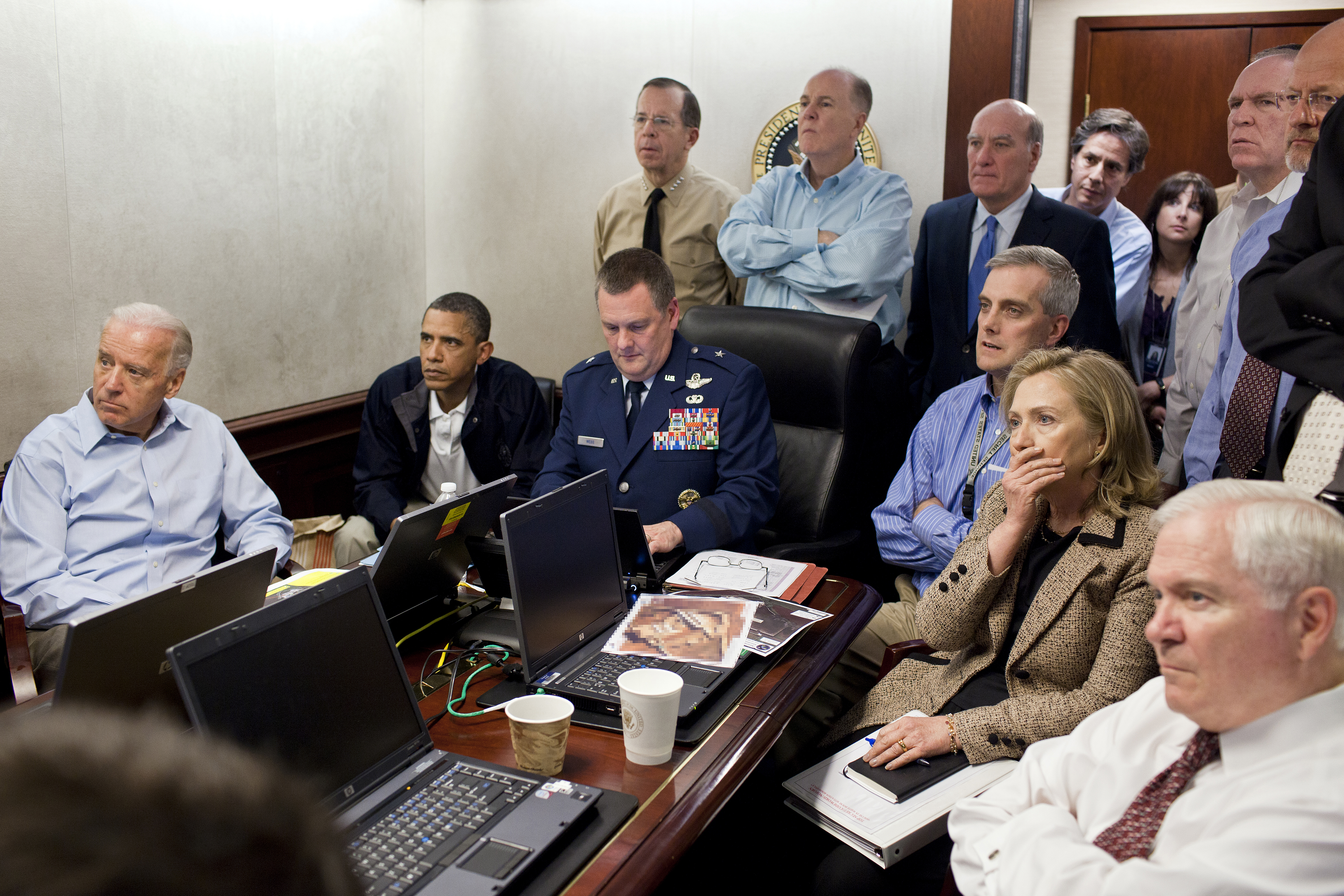

『シチュエーション・ルーム』（英: Situation Room）は、ホワイトハウスのカメラマンであるピート・ソウザがタイトルにあるシチュエーション・ルームで、2011年5月1日午後4時5分に撮影した写真。この写真は、オバマ米大統領ほか国家安全保障の関係者が、アルカイダの指導者ウサマ・ビン・ラディンを殺害する「ネプチューン・スピア作戦」の実況中継に見入っている様子を写している。

## 状況
マーシャル・ウェブ空軍准将が机に座って、塀で囲まれたビン・ラディンの邸宅への奇襲を監視しているところへ、国家テロ対策センターのセンター長であるマイケル・ライターが入室した。ライターは写真に入っていないが、次いでゲーツ国防長官、クリントン国務長官、バイデン副大統領、その他の人々が入室した。しばらくしてオバマ大統領が「私はこれを見る必要がある」と言いながら入室し、ウェブの隣に座った。記者のピーター・ベーゲンによると、彼らは現場の上空に飛ばした無人ドローンからの実況映像を見ていたという。ビン・ラディンが殺される瞬間をオバマは見ていないとレオン・パネッタは述べている。クリントンが述べたところでは、「（SEALs が）屋敷に突入した時、私たちは何も見えなかったし何も聞こえませんでした。何のやりとりも報告も入ってこないので、あの時は誰もがひたすら静かに息を詰め、何が起こるかと身構えていました」。
この写真はワシントンでの午後4時5分 (16:05 EDT) に撮影され、これはアフガニスタンでの午前0時35分にあたる。オバマが後に述べたところでは、この写真は部隊のヘリの一機が墜落したと報告された、ないし一同がそうと気付いた時のものだろうとのことである。
ホワイトハウスのカメラマンとしてこの写真を撮影したピート・ソウザは2012年末の『タイム』誌にこう記している。「2011年5月1日にウサマ・ビン・ラディンを標的として実行された作戦を実況中継で見ている、大統領、副大統領、その他の安全保障関係者を写したこの写真については、多くが語られてきました。この写真には、さらにいくつかの裏話があります。まず、ホワイトハウスのシチュエーション・ルームは、実は複数の会議室から成り立っています。多くの場合、席が指定された広い会議室で大統領は会議を開きます。しかしこの作戦の中継を見るにあたっては、皆はずっと小さなこの会議室に移りました。大統領は、現場との通信責任者となったウェブ准将の隣に座りました。椅子が足りなかったため、何人かは部屋の後ろに立ちました。私は部屋の隅に押し込まれ、身動き取れませんでした。作戦の間、約100枚の写真を撮りましたが、その殆どはこの隅の窮屈な場所で撮ったものです。申し添えますが、クリントン国務長官の前にある機密書類にはボカシを入れてあります」。

## 写っている人々

注釈を付けた写真

以下、左から右へ列挙する。肩書は当時のもの。

### 座っている人々
1. 不詳。黒髪の頭部の一部が画面左下隅に映り込んでいる。
2. ジョー・バイデン（副大統領）
3. バラク・オバマ（大統領）
4. マーシャル・B・ウェブ（英語版）空軍准将（統合特殊作戦コマンド支援担当司令官補）
5. デニス・マクドノー（国家安全保障問題担当大統領次席補佐官（英語版））
6. ヒラリー・クリントン（国務長官）
7. ロバート・ゲーツ（国防長官）

### 立っている人々
1. マイケル・マレン海軍大将（統合参謀本部議長）
2. トーマス・E・ドニロン（英語版）（国家安全保障問題担当大統領補佐官）
3. ウィリアム・M・デイリー（英語版）（大統領首席補佐官）
4. アントニー・ブリンケン（国家安全保障担当副大統領補佐官）
5. オードリー・トマソン（国家安全保障会議のテロ対策部門の Director）
6. 不詳。トマソンの後ろにベージュのシャツの肩がのぞいている。
7. ジョン・オーウェン・ブレナン（国土安全保障・テロ対策担当補佐官）
8. ジェームズ・クラッパー（英語版）（国家情報長官）
9. 黒のスーツに白のネクタイをしている男。顔は画面から外れているが CIA の分析官と分かっており、「ジョン」という名前だけが知られる。彼は「CIA はビン・ラディン発見につながる有力な手掛かりを得たようだと（2010年夏に）初めて記した」人物だという[5]。

## 反響
ビン・ラディンの死が報じられると、この写真は非常に広く知られるところとなった。CNN はこの写真を「歴史に残る写真」と呼び、『デューイ、トルーマンを破る』といった、大統領を主題とする他の著名な写真と比較した。ホワイトハウスの先代のカメラマンであるエリック・ドレイパーは、この写真は「歴史の決定的瞬間」を非常によく捉えていると述べた。またこの写真は、歴史家や身体言語の専門家から論評の的となってきている。
この写真は襲撃の最中に撮影されたため、最もよく言及されるのはその緊迫感である。写真に写っているヒラリー・クリントンは、その時のことを「自分の人生で最も忘我となった38分間でした」と表現している。一方オバマは、まだ子供だった娘のサーシャが髄膜炎になった時を除けば、自分の人生において最も長い40分間だったかもしれないと述べた。ブレナンは「数分間が何時間・何日かのように過ぎた」と述べ、クラッパーは「張り詰めた空気が肌にも感じられた」と述べた。
特に注目されるのは、右手で口を押さえ、襲撃の結果を明らかに危惧するようなクリントンの表情である。 後に彼女が述べたところでは、当時の彼女は花粉症で、咳をこらえようとしていたように思うとのことである。またこの写真について、自分はあまりにその状況に集中していたため、部屋にカメラマンが居ることに気づいていなかったとのことである。

## 分析
何人かの歴史家はこの写真の歴史的重要性について言及しており、それは特にジェンダーと人種の横断を描写している点に着目している。リーハイ大学の政治科学教授セレディン・アンバはこの写真について、「我々が分け入りつつある新しいアメリカの地平のあり様を示唆している」と述べ、「オバマが大統領に選ばれた時、『我々は人種の壁を乗り越えた』と考えた人々がいた。オバマの任期で明らかになったのは、他にも多くの壁が乗り越えられていたということだ」と続けた。
またこの写真は、大統領のリーダーシップの流儀に関する変化を映し出していると指摘されてもきた。歴史家のクラレンス・ルセインによると、過去の大統領は「マッチョさ」、「威風堂々ぶり」を誇示する気持ちに駆られていた。一方でメレディス大学の社会学教授ロリ・ブラウンは、この写真でオバマが部屋の中央にいるわけでも、一番立派な椅子に座っているわけでもないことは意味深長だと述べた。政治評論家のシェリル・コンティは「オーバル・オフィスでふんぞり返って威厳を見せつけるという従来の流儀無しで快く写真に収まったオバマのやり方は、権威の見せつけ方に新しい様式をもたらした」と述べ、上司というよりは共同参画者としてのオバマのリーダーシップのあり方をこの写真は示していると述べた。
『ニューヨーク・タイムズ』紙は写真のクリントンの表情について、「彼女はフランスの批評家ロラン・バルトが“punctum”と呼んだ、必ずしも目を引くディテールではないが画面に情緒的な含蓄をもたらすものになっている」と記した。またこの写真の謎 ―彼らは何を注視しているのか？― は、イスラム過激派テロリズムと西側民主主義の関係の不確かさを暗示していると述べた。
セレディン・アンバは、この写真は合衆国の政界において地位のある女性がいかに定着したかを示していると述べた。この写真にはクリントンとトマソンの2人が写っているが、キューバ危機におけるケネディ大統領とスタッフを写した同様の写真に女性は全く入っていない。ロリ・ブラウンが CNN の記事で記したところでは、この写真はいかに女性が合衆国の政治活動へ進出したかを示しているものの、その意味合いはクリントンが見せている仕草でやや損なわれており、それは女性は情緒的な反応がしばしば表に出やすく、「立場のある人間」にとってそれは望ましくないものとされる事もあるからだとした。
テロ対策部門の Director であるとホワイトハウスが明かした女性、オードリー・F・トマソンは、この写真が公にされるまで世間に知られていなかった。写真の発表後、画面内で見るからにオバマ大統領と近距離に居ることから、彼女の任務が何なのか様々な臆測が流れた。クリントンを除くと彼女は画面で唯一の女性である。また唯一40歳以下の人物でもあるようだ。『アトランティック』誌の編集主任であるアレクシス・マドリガルが述べたところでは、トマソンは「政権の最重要人物たちでごった返す部屋にいる部外者のように見える」。国家安全保障会議のスポークスマンであるトミー・ヴィーェトーが述べたところでは、部屋には他にも若い職員らが居たが、唯一トマソンだけが写真に収まった。「写真が撮られたすぐ近くには同様の身分の者が少なくとも数人は居た」とヴィーェトーは述べている。「カメラがあの向きだったという巡り合わせは、対テロ戦争の決定的瞬間の一員として他の同僚の誰でもなくトマソンが歴史に残り得るということだ」とマドリガルは述べた。トマソンの素性は公には殆ど分かっていないが、タフツ大学は後に彼女が卒業生であることを認めた。
国家情報副長官のロバート・カーディロは、バイデン副大統領の隣に座っていたが画面からは外れている。

## ハシディズムの新聞における改変
ニューヨークのブルックリンでハシディズムのサトマール派が発行する新聞『Di Tzeitung』は、その戒律に則り女性が写った写真を掲載しないという方針から、クリントンとトマソンを消した改変版の写真を掲載した。同紙はその後、オリジナルの画像の公開条件に反して改変を行なったと謝罪した。『ワシントン・ポスト』紙は後に訂正記事を出し、あの写真は「初めからパブリック・ドメイン」であったため『Di Tzeitung』紙はホワイトハウスのいかなる著作権も侵害していなかったと記した。加えて、ブルックリンのハシディズムの週刊誌『Dee Voch』も女性を消した改変版を掲載していた。
写真を改変して女性を消すのは、ユダヤ教の超正統派の新聞では一般的な慣習である。一方、この慣習はハシディズムにおける女性差別の現れと考える人たちもいる。『Di Tzeitung』紙はその声明で、改変はあくまで宗教的な節度を理由としたもので、女性を侮辱する意図は全くないと述べた。

## 二次利用
この写真は『プライベート・アイ』誌の2011年5月13日号の表紙で風刺的に用いられ、それはイギリス地方選挙での自由民主党の大惨敗をオバマたちが目撃しているという構図だった。
Netflix のテレビドラマ『ハウス・オブ・カード 野望の階段』のシーズン5で、劇中の女性大統領クレア・アンダーウッドとその閣僚たちはホワイトハウスのシチュエーション・ルームで軍事作戦を指揮する。カメラのアングル、劇中の役者たちの配置、服装、テーブルの上のコンピュータやコーヒーカップの位置までもがソウザの写真をそのまま真似ていた。ポン・ジュノの映画『オクジャ/okja』でもこの写真は、合衆国政府でなく企業での1シーンで真似されている。